# 御藏島
御藏島（日语：／ Mikura-jima）是日本伊豆群島中、菲律賓海上的一座火山島。 這座島嶼及其上的御藏島村由東京都管轄，處在東京南部200（120英里）處，距離三宅島南-東南19（12英里）。

## 歷史
很可能在數千年這座島嶼上就有人居住了，但是現存的記錄只能追溯到江戶時代。在德川幕府統治時期，御藏島是流放地之一，島上現在的居民中有約一成是原先流放者的後裔。
1714年，Okuyama Kochikuin抵達御藏島，島上的人通過他從三宅島取回了御藏島的印信。 1863年一艘載著460名中國人的開往美國的船隻在御藏島附近失事。雖然當時德川幕府的命令是殺掉所有外來者，但島上居民並沒有這麼做。

## 外部連結
- .   [2014-04-02]. （原始内容存档于2010-12-23）.
- Global Volcanism home page （页面存档备份，存于）
- Japan Volcanoes Database